# Wassermühle Blenhorst
Die Wassermühle Blenhorst in Balge-Blenhorst, Mühlenweg 1, in der niedersächsischen Samtgemeinde Weser-Aue stammt aus dem 18. und 20. Jahrhundert.
Aktuell (2023) wird sie museal, als Café sowie als Wohnhaus genutzt.
Die Gebäude stehen unter Denkmalschutz (siehe auch Liste der Baudenkmale in Balge).

## Geschichte und Beschreibung
1550 wurde eine Mühle in Blenhorst erstmals erwähnt. Die Kornmühle wurde auch 1780 in einem Mühlenverzeichnis erwähnt.
Das langgestreckte zweigeschossige verklinkerte Gebäude der Mahl- und Sägemühle, teils in Fachwerk und mit Satteldach wurde 1769 am Blendhorster Bach gebaut. Sie hat zwei Wasserräder als Antrieb, ein oberschlächtiges Rad mit 3 Meter Durchmesser für die Sägemühle und ein unterschlächtiges Rad für die Getreidemühle. Diese Kombination gilt in Niedersachsen als einmalig. Innen die spätere erhaltene Antriebstechnik und die Horizontalsägegatter der Firma Eisenwerk Weserhütte/Schuster Krutmeyer/Beynhausen von 1876. Auf dem Grundstück sind zudem freistehende Kreissägen unter einem Schauer. Die Deutsche Stiftung Denkmalschutz beteiligte sich bei der Sanierung der Anlage.
1908 baute der Mühlenbesitzer Friedrich Lange dazu im Osten ein neues viergeschossiges Mühlengebäude mit Krüppelwalmdach. Ziegelzierbänder und -faschen im Bereich der Fenster dienen als Fassadengliederung. Zwei Fachwerke gestalten die beiden Giebeldreiecke. Das Wasserrad aus Stahl betreibt sie, ergänzt durch eine Dampfmaschine und Dieselaggregate zur Stromerzeugung. Im Sockelgeschoss befindet sich die erhaltene sanierte Antriebstechnik, im Erdgeschoss ein Mahlgang mit Steinkran und Elt-Schalttafel.
1960 wurde der Betrieb stillgelegt. 1988 kaufte der Betriebswirt und Elektromeister Werner Evers die Gebäude mit Wasserzulauf und Stauanlage. Er sanierte die Anlage bis 1998. Die oberen Geschosse wurden umgenutzt für Wohnungen, Büros und ein Café. Heute ist sie als Getreide- und Sägemühle wieder voll funktionsfähig hergerichtet. Es besteht die Möglichkeit, sich in ihr trauen zu lassen.
Das Landesdenkmalamt befand: „… geschichtliche Bedeutung … für die Wirtschafts- und Technikgeschichte als für Niedersachsen einzigartige Kombination einer Mahl- und Sägemühle …“
Die Mühle ist eine Station an der Niedersächsischen Mühlenstraße.